# Đorđe Pantić
Đorđe Pantić (cirill betűkkel: Ђорђе Пантић, Belgrád, Jugoszlávia, 1980. január 27. –) szerb labdarúgókapus. 2009-ben a Bajnokok-ligájában szerepelt a Debreceni VSC-vel.

## Pályafutása
2009. február 13-án négyéves szerződést kötött a Debreceni VSC-vel.
A szerződését nem töltötte ki teljesen, hiszen 2011. telén közös megegyezéssel felbontatta azt a klubbal. A játékos a kevés játéklehetőség miatt távozott.

## Sikerei, díjai
FK Partizan
- Jugoszláv bajnok: 2001
- Szerb és Montenegrói bajnok: 2003, 2005
- Jugoszláv kupa-győztes: 2001

DVSC
- Magyar bajnok: 2009, 2010
- Magyar szuperkupa-győztes: 2009
- Ligakupa-győztes: 2010
- Magyar kupa-győztes: 2010